# Piolho-grande-da-ervilha
O piolho-grande-da-ervilha, pulgão-da-ervilha, piolho-da-ervilha, afídio-da-ervilha ou afídeo-da-ervilha, cujo nome científico é Acyrthosiphon pisum, embora também seja referido por outras designações é um afídio que constitui uma praga para diversas leguminosas, ao reduzir substancialmente a sua produtividade, além de serem um importante vector de vírus de plantas.
As formas adultas, aladas ou ápteras, têm o corpo alongado, de 2,2 a 3,0 mm de comprimento, de cor esverdeada ou rosada, olhos vermelhos e antenas com o comprimento do corpo. A cauda, longa e estreita não aparece nas ninfas. Os sifúnculos são ma mesma cor do resto do corpo e curvam para cima. Caem facilmente da planta se esta for abanada.
Os ovos eclodem em Fevereiro.  As virgo alatae (fêmeas virginíparas aladas) aparecem entre Maio e Junho e migram para outras leguminosas. Em Setembro aparecem as formas sexúparas que põem os ovos, que manterão a espécie durante o inverno.
Esta espécie se distingue pela presença de um arcaico sistema de fotossíntese.

## Nomes científicos
A mesma espécie tem tido diversas designações por vários autores:
- Macrosiphum pisum, Harris, 1776
- Acyrthosiphon onobrychis, Boyer de Fonscolombe, 1841
- Acyrthosiphon pisi Mordvilko, 1914
- Acyrthosiphon pisum destructor Johnson, 1900
- Acyrthosiphon spartii Koch, 1855
- Acyrthosiphon trifolii
- Aphis pisi Curtis, 1860
- Aphis pisum, Harris, 1776
- Macrosiphum destructor, Johnson, 1900
- Macrosiphum onobrychis, Boyer de Fonscolombe
- Macrosiphum pisi, Kaltenbach, 1843
- Macrosiphum spartii, Koch, 1855
- Macrosiphum trifolii, Pergande, 1904
- Acyrthosiphon destructor, Johnson, 1900
- Acyrthosiphon spartii nigricantis, Börner, 1952
- Aphis lathyri Mosley, 1841
- Siphonophora ononis, Koch, 1855
- Macrosiphon theobaldii, Davis, 1915
- Aphis basalis Walker, 1848
- Siphonophora corydalis, Oestlund, 1886
- Aphis onobrychis Boyer de Fonscolombe, 1841
- Aphis onobrychis galegae Börner, 1952
- Siphonophora ononis Ferrari, 1872
- Aphis pisi Kaltenbach, 1843
- Aphis pisi brevicaudatum, Takahashi, 1965
- Aphis pisi turanicum, Mordvilko, 1914
- Aphis pisi ussuriense, Mordvilko, 1914
- Siphonophora pisum ononis, Koch, 1855
- Anuraphis promedicaginis, del Guercio, 1930
- Macchiatiella promedicaginis, del Guercio, 1930
- Siphonophora spartii, Koch, 1855
- Siphonophora spartii nigricantis, Börner, 1952
- Macchiatiella trifolii, del Guercio, 1917
- Macrosiphum trifolii, Theobald, 1913
- Nectarophora destructor, Johnson, 1990
- Acyrthosiphon nigricantis